# Теректы (Коксуский район)
Теректы (каз. Теректі) — село в Коксуском районе Жетысуской области Казахстана. Входит в состав Балпыкского сельского округа. Код КАТО — 194830300.

## Население
В 1999 году население села составляло 1066 человек (506 мужчин и 560 женщин). По данным переписи 2009 года, в селе проживали 1034 человека (496 мужчин и 538 женщин).